# Alster

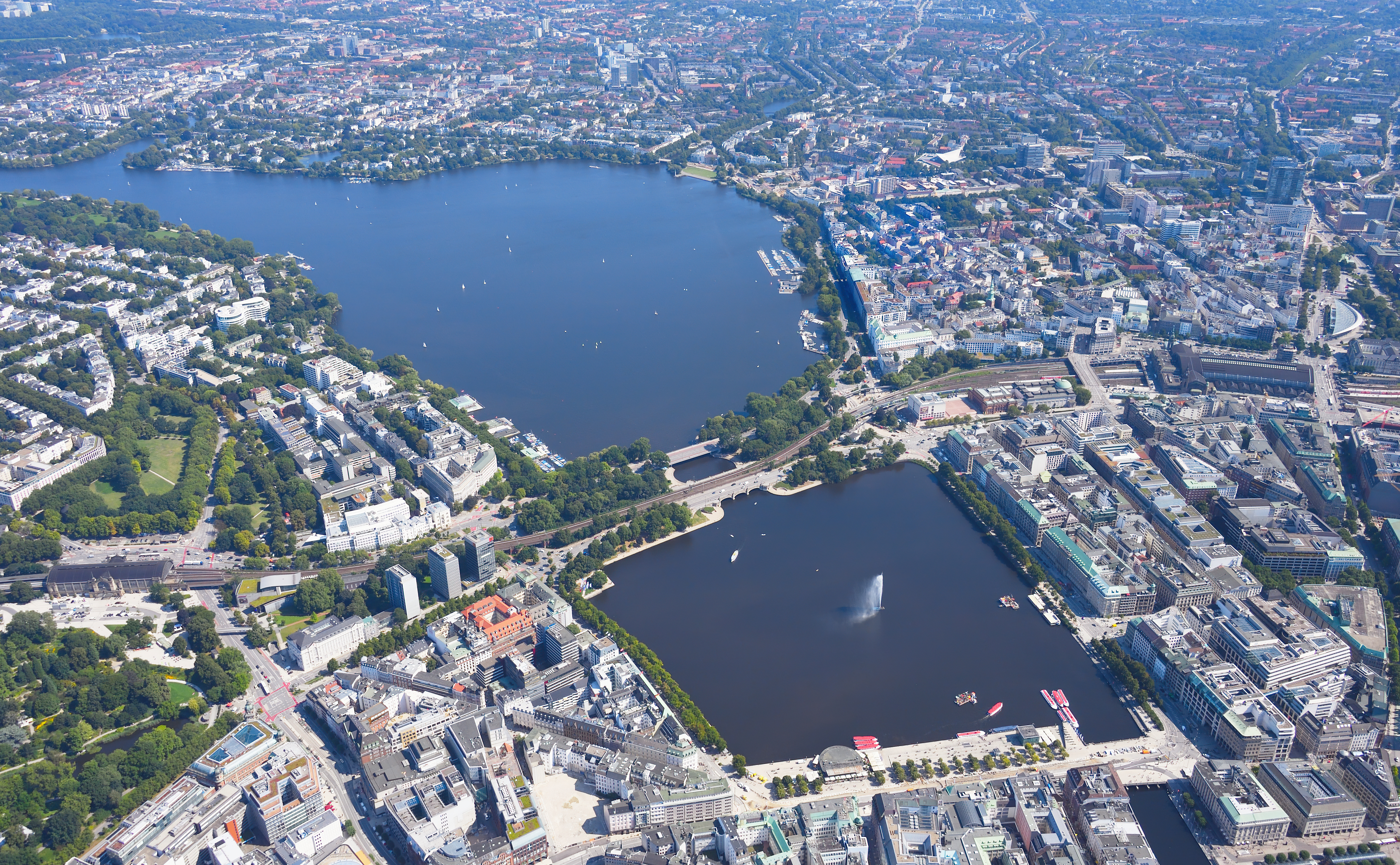
Außen- und Binnenalster aus der Luft gesehen

| Zuläufe und Bauwerke \| Alster \| Alster \| Alster \| Alster \| Alster \| \| ------- \| --------- \| ------ \| --------------------------------------------------------------- \| ------ \| \| Legende \| \| \| \| \| \| \| (0 km) \| \| Alsterquelle \| \| \| \| \| \| Hein-Timm-Weg \| \| \| \| \| \| \| \| \| \| \| \| Timmhagen \| \| \| \| \| \| Wöddelbek \| \| \| \| \| \| Wischbek \| \| \| \| \| \| Hohnerberg \| \| \| \| \| \| \| \| \| \| \| \| Speckelweg \| \| \| \| \| \| Mühlenau oder Tangstedter Mühlenbach \| \| \| \| \| \| Wilstedter Straße \| \| \| \| \| \| \| \| \| \| (12,1 km) \| \| Moorweg \| \| \| \| \| \| Rönne \| \| \| \| \| \| Segeberger Straße (B432) \| \| \| \| \| \| Lankau \| \| \| \| \| \| Alte Alster \| \| \| \| (16,5 km) \| \| Alsterweg \| \| \| \| \| \| \| \| \| \| \| \| Ehlersberg (L82) \| \| \| \| \| \| An der Alster \| \| \| \| \| \| Sielbek \| \| \| \| \| \| Schleusenweg \| \| \| \| \| \| Tangstedter Mühlenbach \| \| \| \| \| \| Wulksfelder Weg \| \| \| \| (21,7 km) \| \| Sandfelder Schleuse \| \| \| \| (23 km) \| \| Rader Schleuse \| \| \| \| (24,9 km) \| \| Wulksfelder Schleuse \| \| \| \| \| \| Hamburg – Schleswig-Holstein \| \| \| \| \| \| Diekbek \| \| \| \| \| \| Brücke zwischen Op’n Möhlnrad und Suurwisch \| \| \| \| \| \| Duvenstedter Triftwegbrücke \| \| \| \| \| \| Ammersbek \| \| \| \| \| \| Timmermannbrücke \| \| \| \| (27,8 km) \| \| Wohldorfer Schleuse \| \| \| \| \| \| Brücke zwischen Beim Ziegelhof und Schlickböge \| \| \| \| \| \| Sarenwegbrücke \| \| \| \| \| \| Sarenweg \| \| \| \| \| \| Drosselbek \| \| \| \| \| \| Brücke zwischen Sarenweg und Haselknick \| \| \| \| \| \| Brücke am Rodenbeker Quellental \| \| \| \| \| \| Bredenbek \| \| \| \| \| \| Rodenbek \| \| \| \| \| \| Trillup und Rodenbeker Straße \| \| \| \| Horstbek \| \| \| \| \| \| \| \| Lohbek \| \| \| \| \| \| Twietenkoppelbrücke \| \| \| \| \| \| Saselbek \| \| \| \| \| \| Obere Brücke an der Mellingburger Schleuse \| \| \| \| (33,9 km) \| \| Mellingburger Schleuse \| \| \| \| \| \| Untere Brücke an der Mellingburger Schleuse \| \| \| \| \| \| Brücke im Hohenbuchenpark \| \| \| \| \| \| Mellingbek \| \| \| \| \| \| Brücke im Hennebergpark \| \| \| \| \| \| \| \| \| \| \| \| Poppenbütteler Schleuse \| \| \| \| (36,7 km) \| \| Brücke an der Poppenbütteler Schleuse \| \| \| \| \| \| \| \| \| \| \| \| Bäckerbrücke (Ring 3) \| \| \| \| \| \| Brücke zwischen Poppenbütteler Weg und Poppenbüttler Landstraße \| \| \| \| \| \| Minsbek \| \| \| \| \| \| Grevenaubrücke \| \| \| \| \| \| Grevenau \| \| \| \| \| \| Brücke am Herrenhaus Wellingsbüttel \| \| \| \| \| \| Langwischbrücke \| \| \| \| \| \| Brücke an Gundlachs Twiete \| \| \| \| \| \| Illiesbrücke \| \| \| \| \| \| Kühnbrücke \| \| \| \| \| \| Susebek \| \| \| \| \| \| Reiterbrücke \| \| \| \| \| \| Alstereck VfW \| \| \| \| \| \| zwischen Brombeerweg und Wellingsbütteler Landstraße \| \| \| \| (43,5 km) \| \| Brücke der U1 \| \| \| \| \| \| Oberalster VfW \| \| \| \| \| \| Alsterparkbrücke \| \| \| \| \| \| Ratsmühlendammbrücke \| \| \| \| (44,5 km) \| \| Fühlsbüttler Schleuse \| \| \| \| \| \| Hasenbergbrücke \| \| \| \| \| \| Ringkanal \| \| \| \| \| \| Sengelmannbrücke \| \| \| \| \| \| Alte Alster / Brabandkanal \| \| \| \| \| \| \| \| \| \| \| \| Hindenburgbrücke \| \| \| \| \| \| Alte Alster / Skagerrakkanal \| \| \| \| \| \| Alsterdorfer Dammbrücke \| \| \| \| \| \| Wendebecken für die Alsterdampfer \| \| \| \| \| \| Ruderverein Wandsbek \| \| \| \| \| \| Ruderverein an den Teichwiesen \| \| \| \| \| \| \| \| \| \| \| \| Alte Alster / Inselkanal \| \| \| \| \| \| Metzgerbrücke \| \| \| \| \| \| \| \| \| \| \| \| Deelbögebrücke (Ring 2) \| \| \| \| \| \| Brücke der Güterumgehungsbahn \| \| \| \| \| \| Meenkbrücke \| \| \| \| \| \| Tarpenbek \| \| \| \| \| \| Meenkwiesen \| \| \| \| \| \| Alster Canoe Club e.V. \| \| \| \| \| \| Fährhausbrücke \| \| \| \| \| \| Winterhuder Brücke \| \| \| \| \| \| Leinpfadkanal \| \| \| \| \| \| Brücke der U1 \| \| \| \| \| \| Brücke der U3 \| \| \| \| \| \| Goernebrücke \| \| \| \| \| \| \| \| \| \| \| \| Isebek \| \| \| \| \| \| Streekbrücke \| \| \| \| \| \| Krugkoppelbrücke \| \| \| \| \| \| Rondeelkanal vom Rondeelteich / Goldbek \| \| \| \| \| \| Außenalster \| \| \| \| \| \| Osterbek / Langer Zug \| \| \| \| \| \| Feenteich \| \| \| \| \| \| Wandse bzw. Eilbek Kanal \| \| \| \| \| \| Kennedybrücke \| \| \| \| \| \| Lombardsbrücke (Ring 1) \| \| \| \| \| \| Binnenalster / Start der Alsterdampfer \| \| \| \| \| \| Reesendammbrücke \| \| \| \| \| \| Kleine Alster \| \| \| \| \| \| Schleusenbrücke \| \| \| \| \| \| Rathhausschleuse \| \| \| \| \| \| Bleichenfleet \| \| \| \| \| \| Adolphsbrücke \| \| \| \| \| \| Mönkedammfleet \| \| \| \| \| \| Fußgängerbrücke auf der Nordseite der Graskellerbrücke \| \| \| \| \| \| Graskellerbrücke \| \| \| \| \| \| Heiligengeistbrücke \| \| \| \| \| \| Slamatjenbrücke (B4) \| \| \| \| \| \| Schaartorbrücke \| \| \| \| \| \| Schaartorschleuse \| \| \| \| \| \| Binnenhafenbrücke \| \| \| \| \| \| Brücke der U3 \| \| \| \| (56 km) \| \| Otto-Sill-Brücke \| \| \| Elbe \| \| \| \| \| |           |  |                                                                 |  |
| Alster |           |  |                                                                 |  |
| Legende |           |  |                                                                 |  |
| | (0 km)    |  | Alsterquelle                                                    |  |
| |           |  | Hein-Timm-Weg                                                   |  |
| |           |  |                                                                 |  |
| |           |  | Timmhagen                                                       |  |
| |           |  | Wöddelbek                                                       |  |
| |           |  | Wischbek                                                        |  |
| |           |  | Hohnerberg                                                      |  |
| |           |  |                                                                 |  |
| |           |  | Speckelweg                                                      |  |
| |           |  | Mühlenau oder Tangstedter Mühlenbach                            |  |
| |           |  | Wilstedter Straße                                               |  |
| |           |  |                                                                 |  |
| | (12,1 km) |  | Moorweg                                                         |  |
| |           |  | Rönne                                                           |  |
| |           |  | Segeberger Straße (B432)                                        |  |
| |           |  | Lankau                                                          |  |
| |           |  | Alte Alster                                                     |  |
| | (16,5 km) |  | Alsterweg                                                       |  |
| |           |  |                                                                 |  |
| |           |  | Ehlersberg (L82)                                                |  |
| |           |  | An der Alster                                                   |  |
| |           |  | Sielbek                                                         |  |
| |           |  | Schleusenweg                                                    |  |
| |           |  | Tangstedter Mühlenbach                                          |  |
| |           |  | Wulksfelder Weg                                                 |  |
| | (21,7 km) |  | Sandfelder Schleuse                                             |  |
| | (23 km)   |  | Rader Schleuse                                                  |  |
| | (24,9 km) |  | Wulksfelder Schleuse                                            |  |
| |           |  | Hamburg – Schleswig-Holstein                                    |  |
| |           |  | Diekbek                                                         |  |
| |           |  | Brücke zwischen Op’n Möhlnrad und Suurwisch                     |  |
| |           |  | Duvenstedter Triftwegbrücke                                     |  |
| |           |  | Ammersbek                                                       |  |
| |           |  | Timmermannbrücke                                                |  |
| | (27,8 km) |  | Wohldorfer Schleuse                                             |  |
| |           |  | Brücke zwischen Beim Ziegelhof und Schlickböge                  |  |
| |           |  | Sarenwegbrücke                                                  |  |
| |           |  | Sarenweg                                                        |  |
| |           |  | Drosselbek                                                      |  |
| |           |  | Brücke zwischen Sarenweg und Haselknick                         |  |
| |           |  | Brücke am Rodenbeker Quellental                                 |  |
| |           |  | Bredenbek                                                       |  |
| |           |  | Rodenbek                                                        |  |
| |           |  | Trillup und Rodenbeker Straße                                   |  |
| | Horstbek  |  |                                                                 |  |
| |           |  | Lohbek                                                          |  |
| |           |  | Twietenkoppelbrücke                                             |  |
| |           |  | Saselbek                                                        |  |
| |           |  | Obere Brücke an der Mellingburger Schleuse                      |  |
| | (33,9 km) |  | Mellingburger Schleuse                                          |  |
| |           |  | Untere Brücke an der Mellingburger Schleuse                     |  |
| |           |  | Brücke im Hohenbuchenpark                                       |  |
| |           |  | Mellingbek                                                      |  |
| |           |  | Brücke im Hennebergpark                                         |  |
| |           |  |                                                                 |  |
| |           |  | Poppenbütteler Schleuse                                         |  |
| | (36,7 km) |  | Brücke an der Poppenbütteler Schleuse                           |  |
| |           |  |                                                                 |  |
| |           |  | Bäckerbrücke (Ring 3)                                           |  |
| |           |  | Brücke zwischen Poppenbütteler Weg und Poppenbüttler Landstraße |  |
| |           |  | Minsbek                                                         |  |
| |           |  | Grevenaubrücke                                                  |  |
| |           |  | Grevenau                                                        |  |
| |           |  | Brücke am Herrenhaus Wellingsbüttel                             |  |
| |           |  | Langwischbrücke                                                 |  |
| |           |  | Brücke an Gundlachs Twiete                                      |  |
| |           |  | Illiesbrücke                                                    |  |
| |           |  | Kühnbrücke                                                      |  |
| |           |  | Susebek                                                         |  |
| |           |  | Reiterbrücke                                                    |  |
| |           |  | Alstereck VfW                                                   |  |
| |           |  | zwischen Brombeerweg und Wellingsbütteler Landstraße            |  |
| | (43,5 km) |  | Brücke der U1                                                   |  |
| |           |  | Oberalster VfW                                                  |  |
| |           |  | Alsterparkbrücke                                                |  |
| |           |  | Ratsmühlendammbrücke                                            |  |
| | (44,5 km) |  | Fühlsbüttler Schleuse                                           |  |
| |           |  | Hasenbergbrücke                                                 |  |
| |           |  | Ringkanal                                                       |  |
| |           |  | Sengelmannbrücke                                                |  |
| |           |  | Alte Alster / Brabandkanal                                      |  |
| |           |  |                                                                 |  |
| |           |  | Hindenburgbrücke                                                |  |
| |           |  | Alte Alster / Skagerrakkanal                                    |  |
| |           |  | Alsterdorfer Dammbrücke                                         |  |
| |           |  | Wendebecken für die Alsterdampfer                               |  |
| |           |  | Ruderverein Wandsbek                                            |  |
| |           |  | Ruderverein an den Teichwiesen                                  |  |
| |           |  |                                                                 |  |
| |           |  | Alte Alster / Inselkanal                                        |  |
| |           |  | Metzgerbrücke                                                   |  |
| |           |  |                                                                 |  |
| |           |  | Deelbögebrücke (Ring 2)                                         |  |
| |           |  | Brücke der Güterumgehungsbahn                                   |  |
| |           |  | Meenkbrücke                                                     |  |
| |           |  | Tarpenbek                                                       |  |
| |           |  | Meenkwiesen                                                     |  |
| |           |  | Alster Canoe Club e.V.                                          |  |
| |           |  | Fährhausbrücke                                                  |  |
| |           |  | Winterhuder Brücke                                              |  |
| |           |  | Leinpfadkanal                                                   |  |
| |           |  | Brücke der U1                                                   |  |
| |           |  | Brücke der U3                                                   |  |
| |           |  | Goernebrücke                                                    |  |
| |           |  |                                                                 |  |
| |           |  | Isebek                                                          |  |
| |           |  | Streekbrücke                                                    |  |
| |           |  | Krugkoppelbrücke                                                |  |
| |           |  | Rondeelkanal vom Rondeelteich / Goldbek                         |  |
| |           |  | Außenalster                                                     |  |
| |           |  | Osterbek / Langer Zug                                           |  |
| |           |  | Feenteich                                                       |  |
| |           |  | Wandse bzw. Eilbek Kanal                                        |  |
| |           |  | Kennedybrücke                                                   |  |
| |           |  | Lombardsbrücke (Ring 1)                                         |  |
| |           |  | Binnenalster / Start der Alsterdampfer                          |  |
| |           |  | Reesendammbrücke                                                |  |
| |           |  | Kleine Alster                                                   |  |
| |           |  | Schleusenbrücke                                                 |  |
| |           |  | Rathhausschleuse                                                |  |
| |           |  | Bleichenfleet                                                   |  |
| |           |  | Adolphsbrücke                                                   |  |
| |           |  | Mönkedammfleet                                                  |  |
| |           |  | Fußgängerbrücke auf der Nordseite der Graskellerbrücke          |  |
| |           |  | Graskellerbrücke                                                |  |
| |           |  | Heiligengeistbrücke                                             |  |
| |           |  | Slamatjenbrücke (B4)                                            |  |
| |           |  | Schaartorbrücke                                                 |  |
| |           |  | Schaartorschleuse                                               |  |
| |           |  | Binnenhafenbrücke                                               |  |
| |           |  | Brücke der U3                                                   |  |
| | (56 km)   |  | Otto-Sill-Brücke                                                |  |
| Elbe |           |  |                                                                 |  |

Die Alster ist ein 56 Kilometer langer Nebenfluss der Elbe und fließt durch Süd-Holstein und Hamburg. Der bekannteste und prägnanteste Teil der Alster ist der Alstersee, der im innerstädtischen Gebiet Hamburgs durch die Binnen- und Außenalster gebildet wird. Die Bebauung um die Binnenalster herum ist vielfach von weißen Fassaden und kupfergedeckten Dächern gründerzeitlicher Büro- und Geschäftshäuser geprägt.

## Name
Das Gewässer wird in der ältesten überlieferten Urkunde vom Ende des 11. Jahrhunderts Alstra genannt. In der Folgezeit finden sich in den Urkunden verschiedene Schreibweisen; Alster taucht erstmals im 15. Jahrhundert auf. Der Name beruht auf einer indogermanischen Wurzel mit der Bedeutung „Gewässer“, „Fluss“.

## Verlauf

### Alster

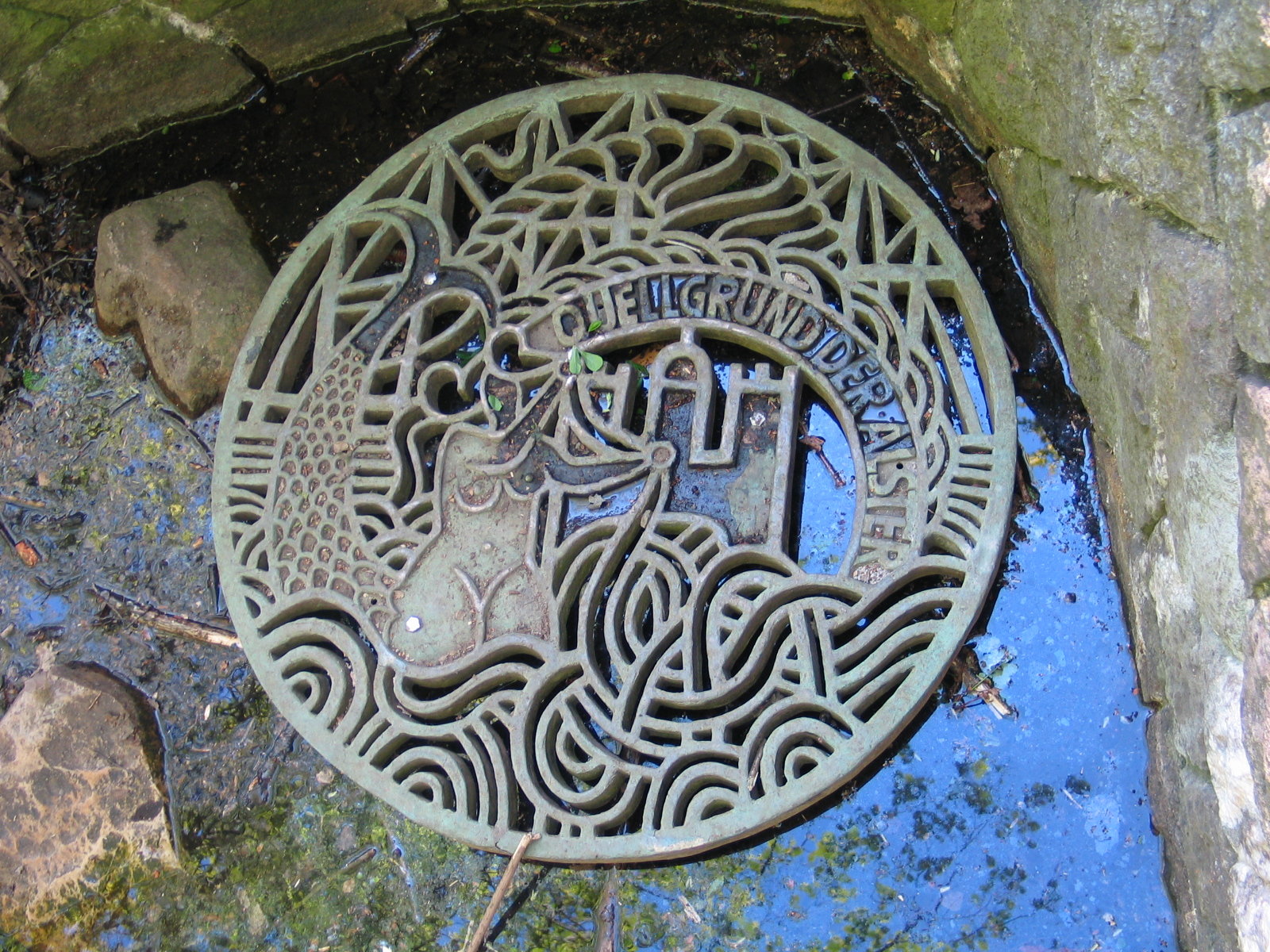
Eisenplatte an der Alsterquelle in Henstedt-Ulzburg

Die Alster entspringt auf dem Gebiet der Gemeinde Henstedt-Ulzburg. Ihre Quelle befindet sich im Norden des Ortsteils Rhen. Zur Sicherstellung des öffentlichen Zugangs kaufte der Hamburger Alsterverein das Grundstück mit der Quelle 1906 von einem privaten Eigentümer. 1940 wurde die Stadt Hamburg Eigentümer.
Von der Quelle verläuft der teils stark mäandrierende Fluss zunächst nach Norden und knickt wenige hundert Meter weiter flussabwärts in Richtung Osten ab. Nach Passieren von Wakendorf II und der von Norden kommenden Rönne auf Höhe der Bauerschaft Naherfurth sowie dem Unterqueren der B 432 (südlich von Nahe) wendet sich der Fluss Alster schließlich nach Süden. Dabei durchfließt bzw. berührt die Alster – überwiegend in südlicher Richtung – die Gebiete von Bargfeld-Stegen, wo bei Gut Stegen die von Nordosten kommende Alte Alster einmündet, Kayhude (hier beginnt der Alsterwanderweg) und Tangstedt-Rade. Kurz vor der Rader Schleuse mündet die von Osten kommende Sielbek in die Alster ein.
Die Oberalster-Niederung zwischen Wakendorf II im Kreis Segeberg und Tangstedt im Kreis Stormarn ist aus der Verlandung eines in der Weichsel-Kaltzeit gebildeten flachen Eisstausees entstanden. Die Oberalster wurde im 15. Jahrhundert während des Bauens des Alster-Beste-Kanals (auch: Alster-Trave-Kanal) zur Schaffung eines direkten Wasserweges zwischen Hamburg und Lübeck kanalisiert.
Die Alster erreicht kurz nach ihrem Passieren von Wulksfelder Schleuse und Gut Wulksfelde das Hamburger Stadtgebiet, namentlich die Stadtteile Duvenstedt und Wohldorf-Ohlstedt. An der Wohldorfer Schleuse mündet die von Osten kommende Ammersbek ein. Der Fluss windet sich dann durch die Endmoränenlandschaft des Alstertals. Bis zur Mellingburger Schleuse in Lemsahl-Mellingstedt münden in mehreren Naturschutzgebieten die Drosselbek, Bredenbek, Rodenbek, Horstbek und Saselbek ein. In Poppenbüttel folgt ein Wehr auf Höhe der einstigen Poppenbütteler Schleuse und der Burg Henneberg. Die Alster erreicht anschließend Wellingsbüttel und fließt am Herrenhaus Wellingsbüttel vorbei. Sie erreicht in Ohlsdorf ein Wehr auf Höhe der ehemaligen Fuhlsbüttler Schleuse als letzte Wasserstandsregulierung vor der weiter flussabwärts gelegenen Außenalster.

### Streek
Der Alsterabschnitt von Ohlsdorf bis Einmündung in die Außenalster wird gelegentlich als Streek (niederdeutsch für Gegend) bzw. Alsterstreek bezeichnet. Der Verlauf ist in diesem Abschnitt des Flusses künstlich begradigt. Der alte Flussverlauf führte durch Ringkanal, Brabandkanal und Leinpfadkanal. Parallel hierzu führen der Skagerrakkanal und der Inselkanal Richtung Süden.
Nach Bau der Fuhlsbüttler Schleuse (1913, 2011 abgebrochen, dann ersetzt durch ein Wehr) legte Fritz Schumacher ein Konzept zur Kanalisierung der Alster unterhalb der Schleuse bis nach Eppendorf vor. Sein Konzept sah eine streng architektonische Fassung durch Böschungsmauern, Terrassen und Becken vor. Das Ingenieurwesen der Stadt Hamburg hingegen bevorzugte eine naturnahe Fassung des Flusses Alster. Die entgegengesetzten Entwürfe wurden kontrovers diskutiert, Schumachers Ansatz fand Anklang, schließlich wurden seine Ideen teilweise umgesetzt. In Eppendorf mündet die Tarpenbek und an der Grenze zu Harvestehude der Isebekkanal ein. Die Krugkoppelbrücke bildet schließlich die Grenze zur Außenalster.

### Alstersee
Der Alstersee entstand 1235 unter Graf Adolf IV. von Schauenburg und Holstein durch Anstauung des Flusses mit einem Damm, um als Mühlenteich für das Betreiben einer großen Kornmühle zu dienen. Die unbewohnten Alsterwiesen wurden dabei großflächig überschwemmt. Nach dem späteren Pächter Reese erhielt der Damm den Namen Reesedamm, aus dem nach weiteren Verbreiterungen der heutige Jungfernstieg wurde. Erst 1616 bis 1625 wurde der Mühlenteich mit der Errichtung der Hamburger Wallanlagen in Außen- und Binnenalster getrennt. Der Durchfluss der Alster erhielt eine Holzbrücke, mit einem schwimmenden, an Ketten gesicherten Baumstamm als Sperre. An dieser Stelle wurde später die Lombardsbrücke und 1953 nördlich davon die Neue Lombardsbrücke, jetzige Kennedybrücke, gebaut.

#### Außenalster

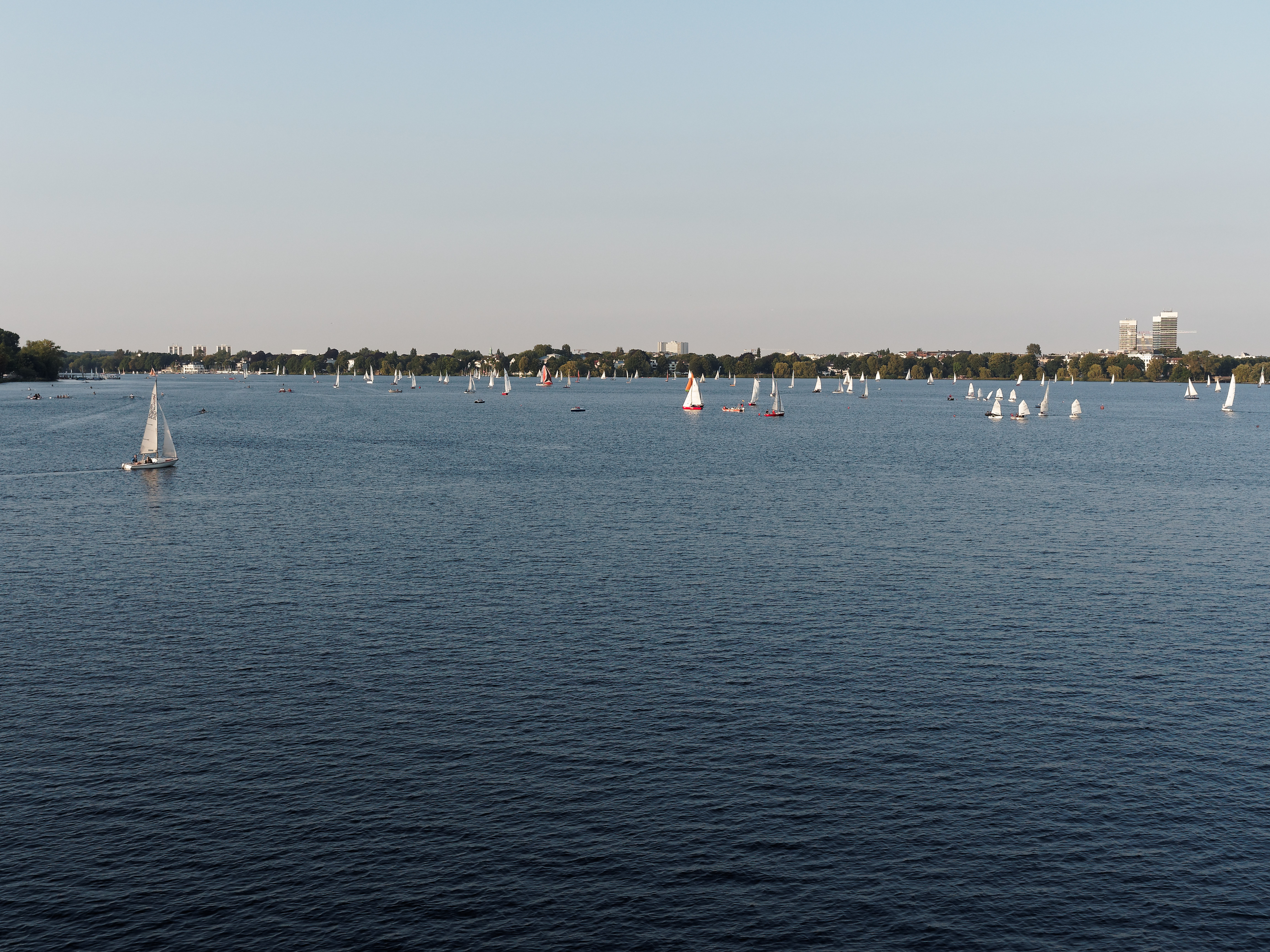
Blick auf die Außenalster von Süden

Die Außenalster, die etwa 164 Hektar groß und bis zu 4½ Meter tief ist, ist der größere nördliche Teil des Alstersees. Sie wird von der Alster im Norden sowie Osterbek und Wandse im Osten gespeist. Sie fließt im Süden in die Binnenalster ab.
An die Außenalster grenzen – beginnend im Norden im Uhrzeigersinn – die Stadtteile Winterhude, Uhlenhorst, Hohenfelde, St. Georg, Rotherbaum und Harvestehude.
Rund um die Außenalster liegt der Alsterpark, dessen westlicher Teil zeitgleich zur Internationalen Gartenbauausstellung (IGA) 1953 ausgebaut wurde. Hier hat man – mit wenigen Ausnahmen – einen freien Blick auf die Alster. Dies ist besonders reizvoll beim alljährlich stattfindenden großen Feuerwerk aus Anlass des Kirschblütenfestes der japanischen Gemeinde in Hamburg. Erstmals fand dieses Feuerwerk im Jahr 1968 zur Erinnerung an die Pflanzung von rund 5000 Kirschbäumen im Stadtgebiet statt, gestiftet von in der Hansestadt ansässigen japanischen Firmen.
Rund um diesen Stausee ziehen sich Fuß- und Radwege, die bei den Hamburgern zu Erholung und Jogging sehr beliebt sind. Der fast durchgehend direkt am Ufer gelegene Weg wurde für die Läufer mit Halbkilometersteinen markiert und ist 7,4 Kilometer lang. Die Außenalster selbst wird vor allem zum Segeln und Rudern als auch zum Tretbootfahren und für Stand-Up-Paddling genutzt. Als Segelrevier gilt sie als nicht ganz einfach, da die durch die Randbebauung und die einmündenden Straßenzüge häufig wechselnden Windbedingungen einiges Geschick der Segler erfordern – außerdem gilt hier auf dem Wasser grundsätzlich „rechts vor links“ (Alsterschiffe ausgenommen, die Berufsschifffahrt hat immer Vorrang).
An der Außenalster liegen einige der begehrtesten Wohnlagen Hamburgs, unter anderem Harvestehude im Westen und die Straßen Bellevue (Winterhude) und Schöne Aussicht (Uhlenhorst) im Nordosten. Auch das bekannte Hotel Atlantic (St. Georg) liegt hier am südöstlichen Ufer.
Die Lombardsbrücke markiert den alten Verlauf der Stadtbefestigung, die die Außen- von der Binnenalster trennt. Da diese Brücke den Straßenverkehr nicht mehr allein bewältigen hat können, ist bereits 1953 nördlich der alten Querung die Neue Lombardsbrücke hinzugekommen, die 1963 zu Ehren John F. Kennedys nach dessen Ermordung in Kennedybrücke umbenannt worden ist. Auf ihrem Gehweg (Nordseite) ist der 10°-Meridian im Pflaster gekennzeichnet.
Die beiden Brücken sind für den innerstädtischen Fahrzeugverkehr sowie für den Eisenbahn-Nah- und Fernverkehr (Hamburg-Altonaer Verbindungsbahn) von großer Bedeutung. Die Alster teilt die Stadt in Ost und West und stellt den Nahverkehr vor ein Problem. Es hat bereits mehrere Planungen für Verkehrsgroßprojekte gegeben, die die Außenalster in einem Tunnel unterqueren hätten sollen. In den 1920er Jahren hätte eine U-Bahn-Strecke (Alsterhalbring) mit Alsterquerung zwischen Hallerstraße und Mundsburg gebaut werden sollen. In der Nachkriegszeit ist im Zuge einschneidender Straßenbauprojekte die Realisierung eines Schnellstraßentunnels zur Nordumfahrung der Innenstadt sowie der Alsterbrücken angedacht gewesen.

#### Binnenalster
Die Binnenalster, die eine Fläche von etwa 18 Hektar aufweist, ist der kleinere südliche Teil des Alstersees. Sie wird von der Außenalster im Nordosten gespeist und fließt in der südlichen Ecke unterhalb des Jungfernstiegs über die Kleine Alster in Richtung Norderelbe ab. Privater Motorschiffs-Verkehr ist auf der Binnenalster – abgesehen von wenigen Ausnahmen – nicht zugelassen.
In der Mitte der Binnenalster, auf einem schwimmenden Ponton verankert, befindet sich seit 1987 die (von privaten Mäzenen finanzierte) bis zu 60 Meter Höhe speiende Alsterfontäne; die damit verbundene Einbringung von Luftsauerstoff hat inzwischen zu einer deutlichen Verbesserung der Wasserqualität beigetragen. In der Weihnachtszeit wird diese Fontäne durch einen beleuchteten Weihnachtsbaum ersetzt, und in den restlichen Wintermonaten dann nicht weiter betrieben.
Rund um die Binnenalster liegen verschiedene Geschäftsgebäude, unter anderem der Firmensitz der Hapag-Lloyd AG, das Hotel Vier Jahreszeiten, das traditionsreiche Kaufhaus Alsterhaus sowie der nicht minder berühmte Alsterpavillon. Neueste Attraktion ist seit Herbst 2006 die nicht unumstrittene Europa Passage.
Am Südwestufer, dem Jungfernstieg, liegt die Hauptanlegestelle für die „weiße Flotte“ der Alsterschiffe (Ausflugsschiffe), die von hier sowohl die Alster mit ihren Kanälen als auch die Hamburger Fleete befahren und zeitweise bis nach Bergedorf verkehren. Direkt an der Anlegestelle befindet sich ein Zugang zum U- und S-Bahnhof Jungfernstieg. Die Bahnsteiganlagen der City-S-Bahn-Linien S1, S2 und S3 sowie der U-Bahn-Linien U2 und U4 und deren Verbindungsgänge liegen kreuzweise in mehreren Ebenen unter der Binnenalster bzw. Kleinen Alster, die der älteren U1 unter dem namensgebenden Jungfernstieg.
Für die Bebauung rund um die Binnenalster – der so genannten „Guten Stube Hamburgs“ – bestehen mit der Binnenalsterverordnung strenge Bauvorschriften, die unter anderem gewährleisten sollen, dass beim Blick von der Lombardsbrücke das Panorama mit den Türmen der fünf Hamburger Hauptkirchen (Michel, St. Nikolai, St. Petri, St. Katharinen und St. Jacobi) sowie dem Turm des Rathauses nicht beeinträchtigt wird. Zudem ist vorgeschrieben, dass die Dächer der angrenzenden Gebäude wegen der angestrebten Grünspanbildung als Kontrast zu den hellen Fassaden kupferbeschlagen sind, ferner ist Fassadenwerbung nicht gestattet.
Jährlich an einem verlängerten Wochenende Ende August hat von 1976 bis 2018 rund um die Binnenalster das sog. Alstervergnügen auf den unmittelbar angrenzenden Straßen stattgefunden. Besonderer Höhepunkt ist dabei seit 1994 das jeweils über drei Abende hin ausgetragene internationale Feuerwerksfestival, initiiert und bis zu seinem Tode moderiert von Carlheinz Hollmann, gewesen.

### Kleine Alster
Die Kleine Alster in der Innenstadt ist heute nur noch ein knapp 200 Meter langer und etwa 40 m breiter Abschnitt des Flusses, der die Binnenalster mit dem Alsterfleet verbindet. An dieser Stelle wird die Alster durch die Rathausschleuse gestaut.
Die Kleine Alster wird begrenzt:
- von den Alsterarkaden an der nordwestlichen Seite (Hamburg-Neustadt),
- dem Reesendamm am gegenüberliegenden Ufer (Hamburg-Altstadt), wo eine breite Treppe hinunter zu einer Uferpromenade mit Anlegemöglichkeit für Boote führt,
- von der Reesendammbrücke zur Binnenalster hin,
- von der Schleusenbrücke mit der darunter angelegten Rathausschleuse zum Alsterfleet hin.

Nach Fertigstellung des U- und S-Bahn-Knotens Jungfernstieg wurde die Rathausschleuse darüber erneuert und 1975 eingeweiht.
An der Schleusenbrücke steht das 1931 eingeweihte Hamburger Ehrenmal (Barlach-Stele) für die Gefallenen des Ersten Weltkriegs mit dem Relief Trauernde Mutter mit Kind von Ernst Barlach, das gegen Kriege mahnt.
Während der NS-Zeit war das Relief als entartete Kunst entfernt worden, 1949 wurde es rekonstruiert.
Im Sommer ist die Kleine Alster Anlaufpunkt vieler Touristen, die dort die Alsterschwäne füttern können. Für die Dauer der Wintermonate werden diese auf den Eppendorfer Mühlenteich umgesiedelt und dort vom „Schwanenvater“ betreut.
Die Kleine Alster bildet zusammen mit dem Rathausmarkt und dem Rathaus ein städtebauliches Ensemble, das sich an den Markusplatz in Venedig anlehnt und allgemein als besonders gelungen angesehen wird. Es wurde nach dem Großen Brand von 1842 von dem Architekten Alexis de Chateauneuf gestaltet, der auch die Alsterarkaden und die damalige Schleusenbrücke entwarf.
Wegen der geringen Höhe der Brücken kann die Kleine Alster nicht von großen Schiffen befahren werden. Ein Teil der Alsterflotte ist daher so dimensioniert, dass deren Schiffe über die Kleine Alster das Fahrgebiet von Elbe und Bille erreichen können.

### Alsterfleet
Das Alsterfleet beginnt heute an der Schleusenbrücke, unter der die moderne Rathausschleuse betrieben wird, und mündet am südlichen Ende beim Steinhöft unweit vom Baumwall in den Binnenhafen. Früher grenzte die Kleine Alster direkt bis ans Mönkedammfleet, bevor der folgende Flussabschnitt Alsterfleet genannt wurde.
Vom Alsterfleet führt rechts ein Stichkanal (Neuenwallfleet) zum Bleichenfleet, dessen Verlängerung ab Stadthausbrücke Herrengrabenfleet heißt und beim Baumwall in die Elbe mündet.
Nach links entlang und zum Teil unter der Hochbahntrasse zweigt das Mönkedammfleet ab, das sich ab der Straße Großer Burstah / Mühlenbrücke (vom Gebäude der Hamburger Sparkasse überbaut) als Nikolaifleet fortsetzt und ehemals Hauptmündungsarm der Alster war. Das Nikolaifleet mündet – wie das Alsterfleet – in den Binnenhafen.
Die Schaartorschleuse vor der heutigen Mündung des Alsterfleets in die Elbe wurde zum Schutz der Hamburger Innenstadt erst nach der Sturmflut 1962 angelegt. Um die Alster auch bei Elbhochwasser entwässern zu können, sind hier leistungsstarke Pumpen installiert.

## Freizeitnutzung

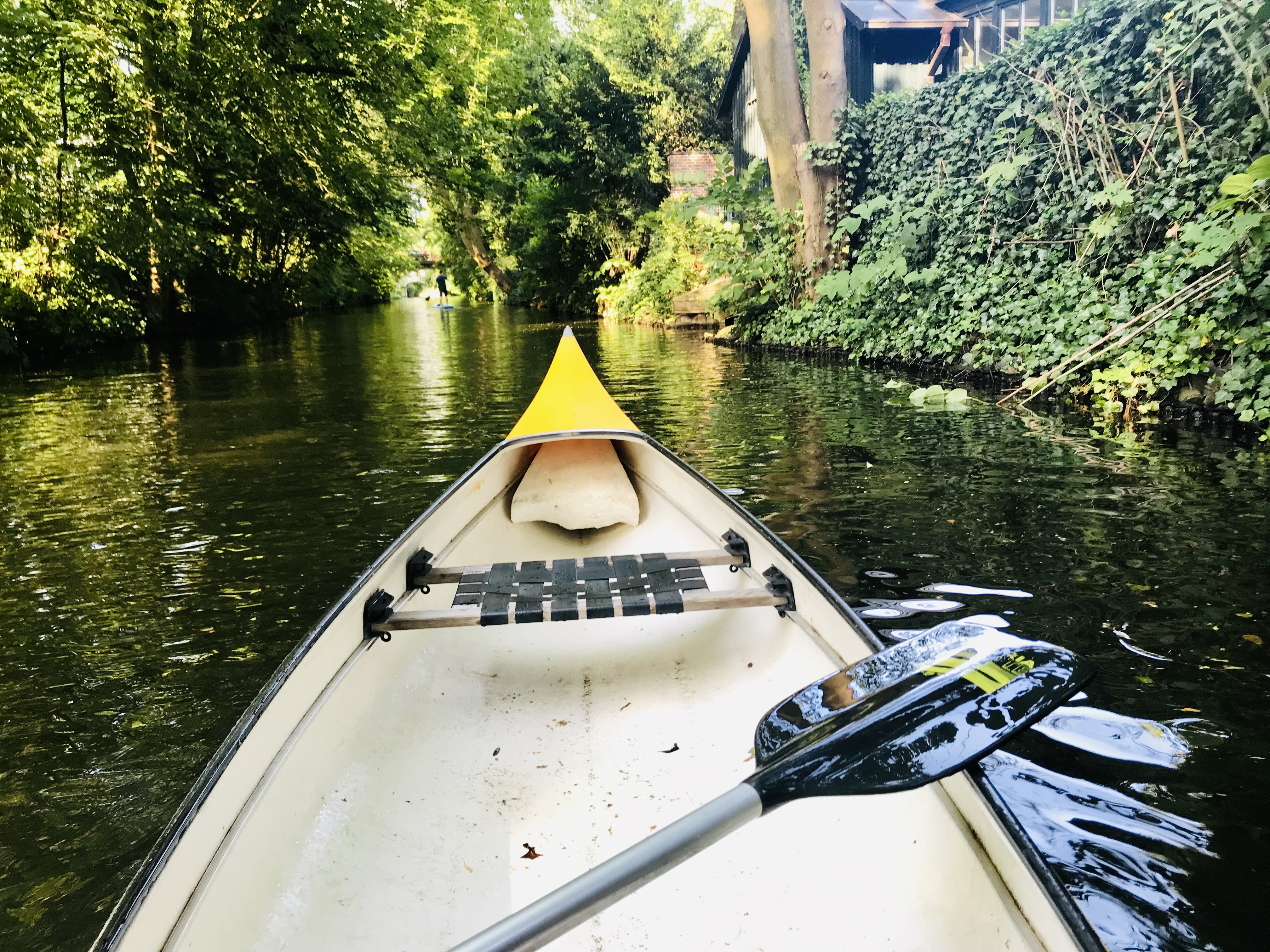
Kanu auf der Alster in Hamburg-Winterhude

Die Alster kann ab der Rader Schleuse ganzjährig mit Kanus befahren werden. Für Ruderboote ist die Strecke nördlich des Fuhlsbüttler Wehrs außer im Staubereich des Poppenbüttler Wehrs nicht geeignet. Motorboote sind auf der Alster zwischen Quelle und Kleiner Alster nur mit Ausnahmegenehmigung zugelassen. Die Strecke bis zum Wehr in Duvenstedt ist teilweise stark durch Büsche und Bäume überwachsen, was das Durchkommen per Boot erschwert. Unterhalb des Poppenbüttler Wehrs wird die Alster bei längerer Trockenheit an einigen Stellen so flach, dass selbst Kanus und Kajaks auf Grund laufen und gezogen werden müssen.
Man kann auf der Außen- und Binnenalster mit Alsterschiffen, Ruder- und Segelbooten fahren. Zwischen Poppenbüttel und der Außenalster gibt es einige Bootsverleihe für Kanus und Kajaks, an der Außenalster können Ruder- und Segelboote gemietet werden. Mehrere Ruder- und Segelclubs sind auf beiden Seiten der Außenalster angesiedelt, so die Traditionsvereine Der Hamburger und Germania Ruder Club und der Norddeutsche Regatta Verein. Die gekrümmte Form der Außenalster lässt allerdings keine geeignete Ruderregattastrecke über 2000 m zu, sodass hier nur die wenig attraktive Länge von 1500 m mit der erforderlichen Breite möglich ist.
Aus Anlass „800 Jahre Hamburger Hafen“ wurde 1989 das erste Drachenboot-Rennen in Hamburg auf der Alster veranstaltet.
Bis in die 1920er Jahre gab es am Schwanenwik sowie in der Südwestecke der Außenalster eine öffentliche Badeanstalt. Im Mai 2006 beschloss die Hamburgische Bürgerschaft, dass es am Schwanenwik wieder einen Strand und ein Freibad geben soll. Diese Pläne wurden aber wieder verworfen, denn trotz neuer Transportsiele und Mischwasser-Rückhaltebecken, die verhindern, dass nach heftigen Regenfällen Abwässer ungeklärt in die Alster gelangen können, besitzt die Alster nur bei trockenem Wetter Badewasserqualität. Bereits seit 2002 ist die Binnenalster jedoch Schauplatz der ersten Triathlon-Disziplin Schwimmen.
In kalten Wintern friert die Außenalster so stark zu, dass das Eis betreten werden kann und auch für Eis- und Wintersportarten genutzt wird. Bei starker Eisbildung dürfen auch Buden und Stände, die zumeist warme Getränke wie Glühwein oder einen Imbiss anbieten, errichtet werden. Dieses sogenannte Alstereisvergnügen fand beispielsweise in den Jahren 1979, 1985, 1991, 1996, 1997 und 2012 statt. Nach dem Eisvergnügen 1997 mit einer Million Besuchern fand im Winter 2010 eine kleinere Variante des Festes ohne Freigabe der Alster statt. Beim Eisvergnügen im Jahr 2012 standen die Buden am Alsterufer. Auch in den Jahren 1982, 1986 und 1987 waren – ohne behördliche Genehmigung – Tausende Menschen auf der zugefrorenen Alster.

### Alsterrunde

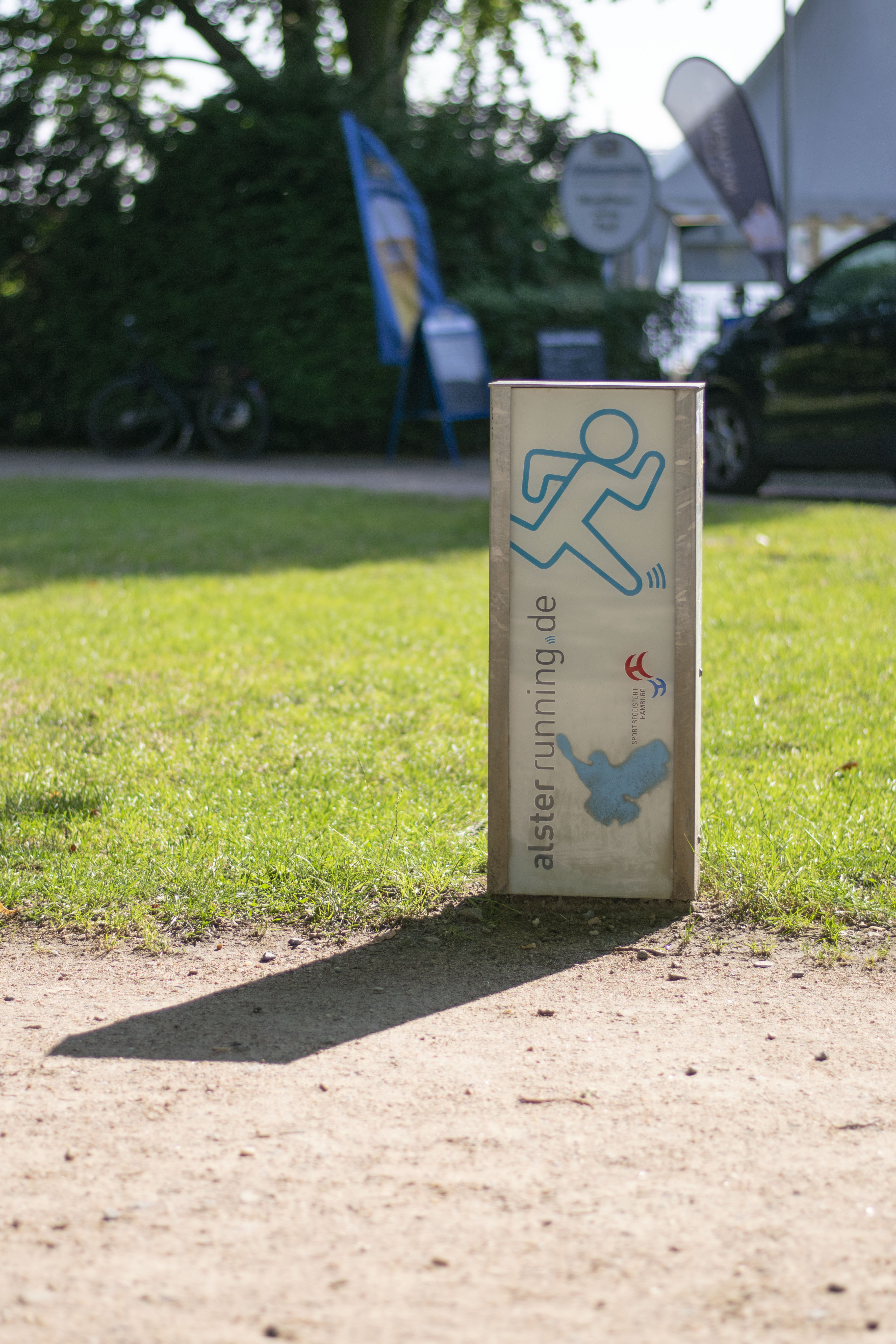
Messstation an der Alster

Außen- und Binnenalster sind fast vollständig von öffentlichen Wegen gesäumt; ausgenommen sind wenige hundert Meter an der Südseite des Langen Zuges. Die Strecke um die Außenalster ist 7,33 km lang (mit Binnenalster etwa 10 km) und zählt zu den beliebtesten Laufrunden Europas. An schönen Tagen wird die Außenalster von 10.000 Läufern umrundet.
An der Alster-Laufstrecke gibt es Kilometer-Markierungssteine für einen Startpunkt des Rundlaufes.
Seit Juli 2012 ist das Messsystem Alsterrunning für Läufer an der Alsterrunde fest installiert. An sechs Messsäulen kann die Laufzeit mit Hilfe eines Transponderchips gemessen und online öffentlich gestellt werden.

## Fischfauna und Fischerei
In Teilen der Binnenalster, der Außenalster, der Alster vom Fuhlsbüttler Wehr bis zur Außenalster sowie den der Alster zufließenden Kanälen dürfen Inhaber des Jahresfischereischeins angeln, ohne dass es eines Erlaubnisscheins bedarf (so genanntes Freies Gewässer). Oberhalb des Fuhlsbüttler Wehrs ist das Fischereirecht verpachtet.
Der ASVHH (Angelsport-Verband Hamburg) besetzt die Alster jährlich mit Satzkarpfen. Exemplare von 15 kg Gewicht wurden bereits gefangen. Das Spektrum der Fischarten reicht von Aal bis Zander. Die Alster zeigt aus gewässerökologischer Sicht sehr unterschiedliche Bereiche, diese reichen vom tidenbeeinflussten Nikolaifleet, über die gestaute Außenalster samt Kanalnetz bis hin zur fließenden Alster oberhalb der Fuhlsbüttler Schleuse, mit charakteristischen Fischarten. Es finden sich Brackwasserarten wie Kaulbarsch und Flunder, Stillwasserarten wie Schleie und Rotfeder und Fließgewässerarten wie Mühlkoppe, Aland, Gründling, Bachforelle und das Rundmaul-Bachneunauge. Darüber hinaus finden sich Brachsen, Güster, Rotauge, Flussbarsch, Hecht, Zander.

## Sauberkeit

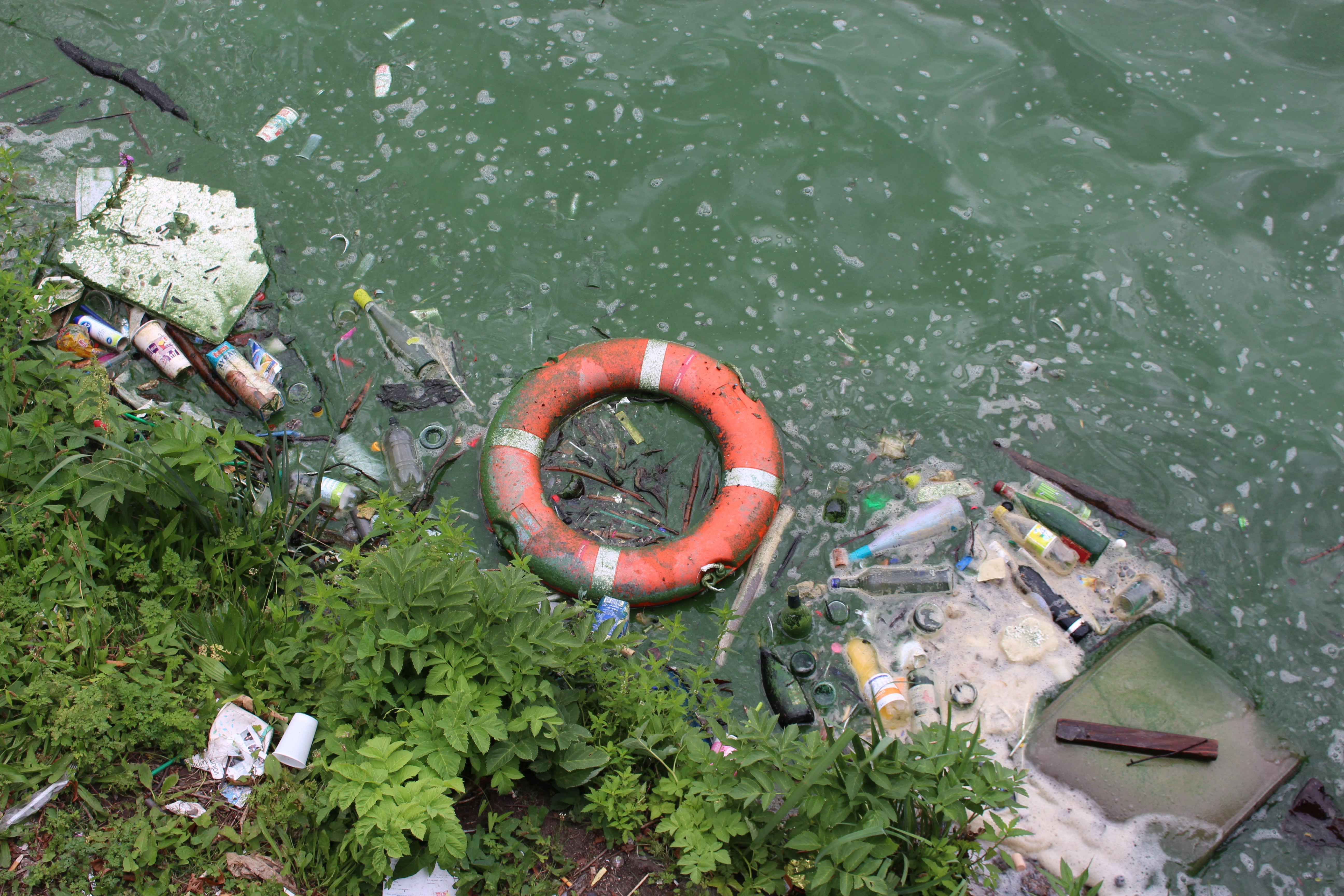
Oberflächlicher Müll auf der Binnenalster (August 2014)

Die Alster hatte in der Vergangenheit, trotz ihrer starken Nutzung als Freizeitgewässer, eine relativ gute Wasserqualität. Jedoch gibt es an einigen Stellen viel Unrat auf und unter der Wasseroberfläche. Daher wird nicht empfohlen, hier schwimmen zu gehen – auch wegen Gefahr, mit einem Boot zu kollidieren. Die Gewässergüte hat mittlerweile weitgehend abgenommen. So wird neben zahlreichen anderen Parametern der ökologische Zustand der Wirbellosenfauna der Alster als unbefriedigend bzw. schlecht eingestuft. Im Sommer 2018 trat eine verstärkte Blaualgenblüte auf.

## Geschichte
Die Stadt Hamburg kaufte sukzessive die Alster mit jeglichen Rechten, Freiheiten, Nutzungen und Eigentum:
Im ersten Schritt verkaufte Graf Adolf V. von Holstein-Segeberg ein Viertel des Flusses für 250 Mark. Ein weiteres Viertel wurde am 22. Februar 1309 von Graf Johann II. von Holstein-Kiel für 200 Mark verkauft. Am 1. Januar 1310 verkaufte Graf Adolf VI. von Holstein der Stadt Hamburg die restliche halbe Alster für 600 Mark-Pfennige und behielt sich auf 36 Jahre das Rückkaufsrecht vor.
Mit Dänemark gab es jahrhundertelang Streit, da die Alte Alster nach dem misslungenen Bau des Alster-Beste-Kanal versiegt war und der neue Quellfluss die Henstedter Alster wurde. An diesem Alsterzufluss hatte die Stadt Hamburg aber nie Rechte erworben. Erst 1768 hatte Hamburg wieder die Rechte an der gesamten Alster.
Die besonderen Rechte der Stadt Hamburg an der Alster außerhalb des Stadtgebietes endeten am 1. April 1937.
Die Alster war früher bis nach Stegen (Alster-Kilometer 16,5), einem heutigen Ortsteil der Gemeinde Bargfeld-Stegen in Schleswig-Holstein, schiffbar. Dort bestand für die Jahre 1529 bis 1550 eine Verbindung zum Alster-Beste-Kanal. Bis in die 1970er Jahre war die Alster ein wichtiger Verkehrsweg für den Gütertransport innerhalb Hamburgs und in die nördlichen Vororte. Die Güter wurden aus dem Hafengebiet mit Schuten über die Fleete zur Binnen- und Außenalster transportiert. Auch für den öffentlichen Personennahverkehr hatte die Alster mit ihren Kanälen (so der Osterbekkanal) erhebliche Bedeutung. Bis 1984 fuhren die Alsterschiffe auch als reguläre öffentliche Verkehrsmittel im Linienverkehr des Hamburger Verkehrsverbundes (HVV) nördlich des Jungfernstiegs auf Alster und Osterbek. Heute fahren die Alsterschiffe vor allem Rundtouren. Im Sommerhalbjahr verkehrt aber auch die Museumslinie zum Museum der Arbeit in Barmbek-Nord. Das älteste noch erhaltene Alsterschiff ist der Dampfer St. Georg. Vor dem Zweiten Weltkrieg gab es Schiffslinien bis Ohlsdorf und zum Stadtparksee in Winterhude.
Obwohl die Alster intensiv für den Verkehr genutzt wurde, gab es früher am Ufer Schwimmbäder. In den 1920er/1930er Jahren bestand eine große Badeanstalt am Schwanenwik.
Im Zweiten Weltkrieg erhielt die Binnenalster eine Tarnabdeckung. Die fast vollständig aus Holz gebaute Innenstadtkulisse sollte anfliegenden Bomberverbänden die Orientierung erschweren. In der Außenalster befanden sich dazu eine „falsche“ Lombardsbrücke und eine Flakstellung.

## Bilder

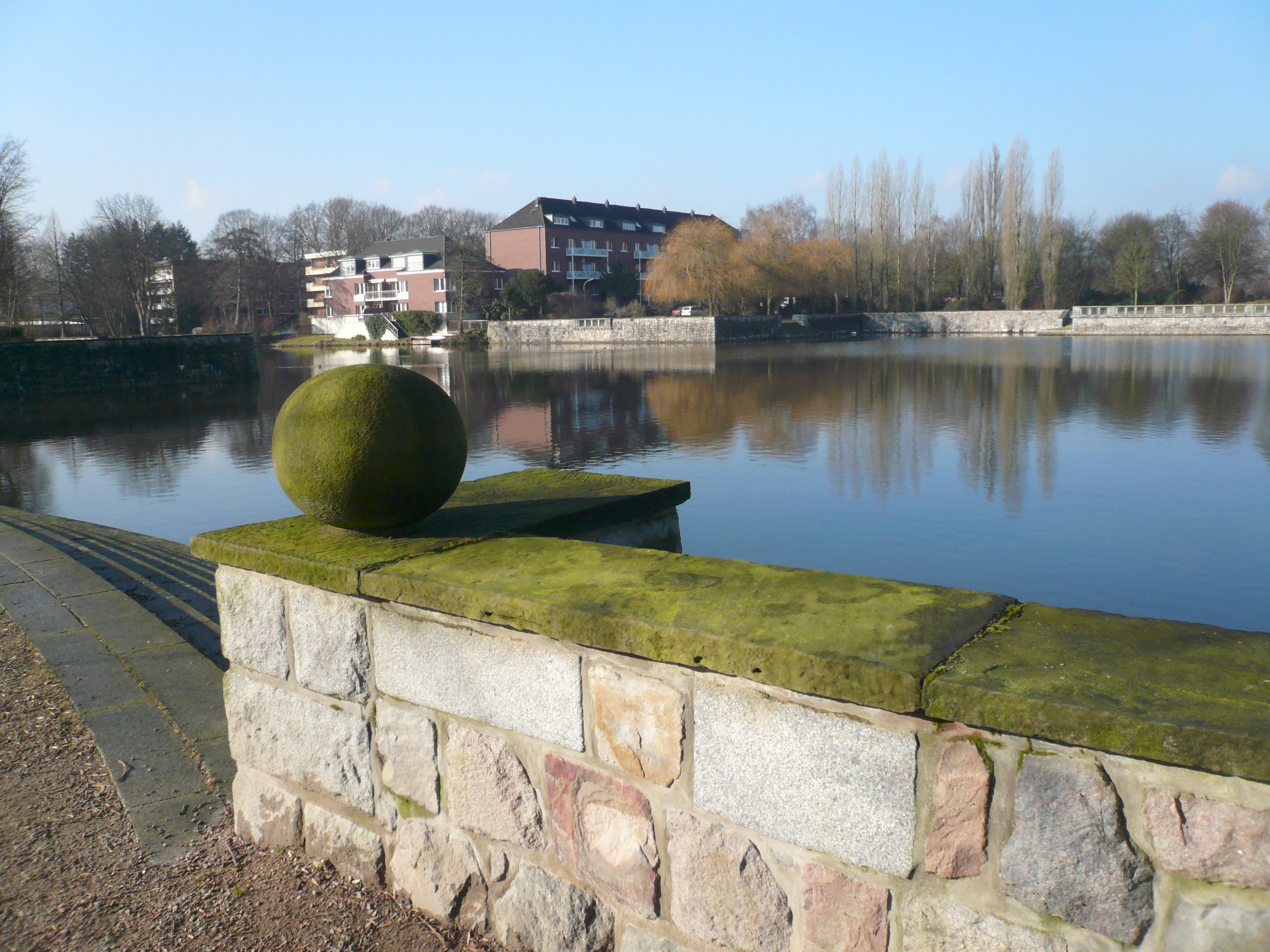
Kanalisierte Alster bei Alsterdorf
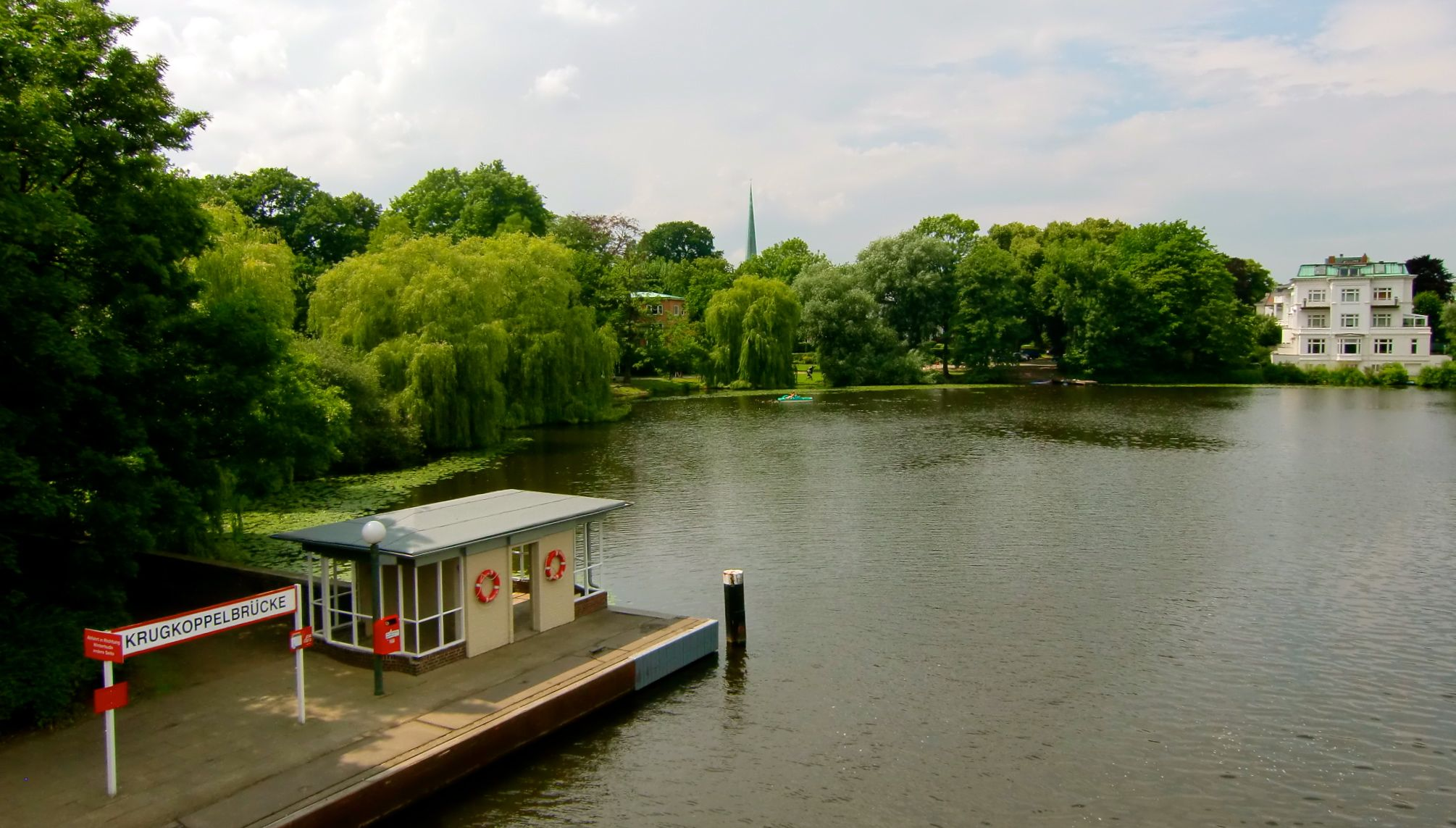
Alster (Fluss), Blick von der Krugkoppelbrücke in nördliche Richtung, links Eichenpark, rechts Leinpfad
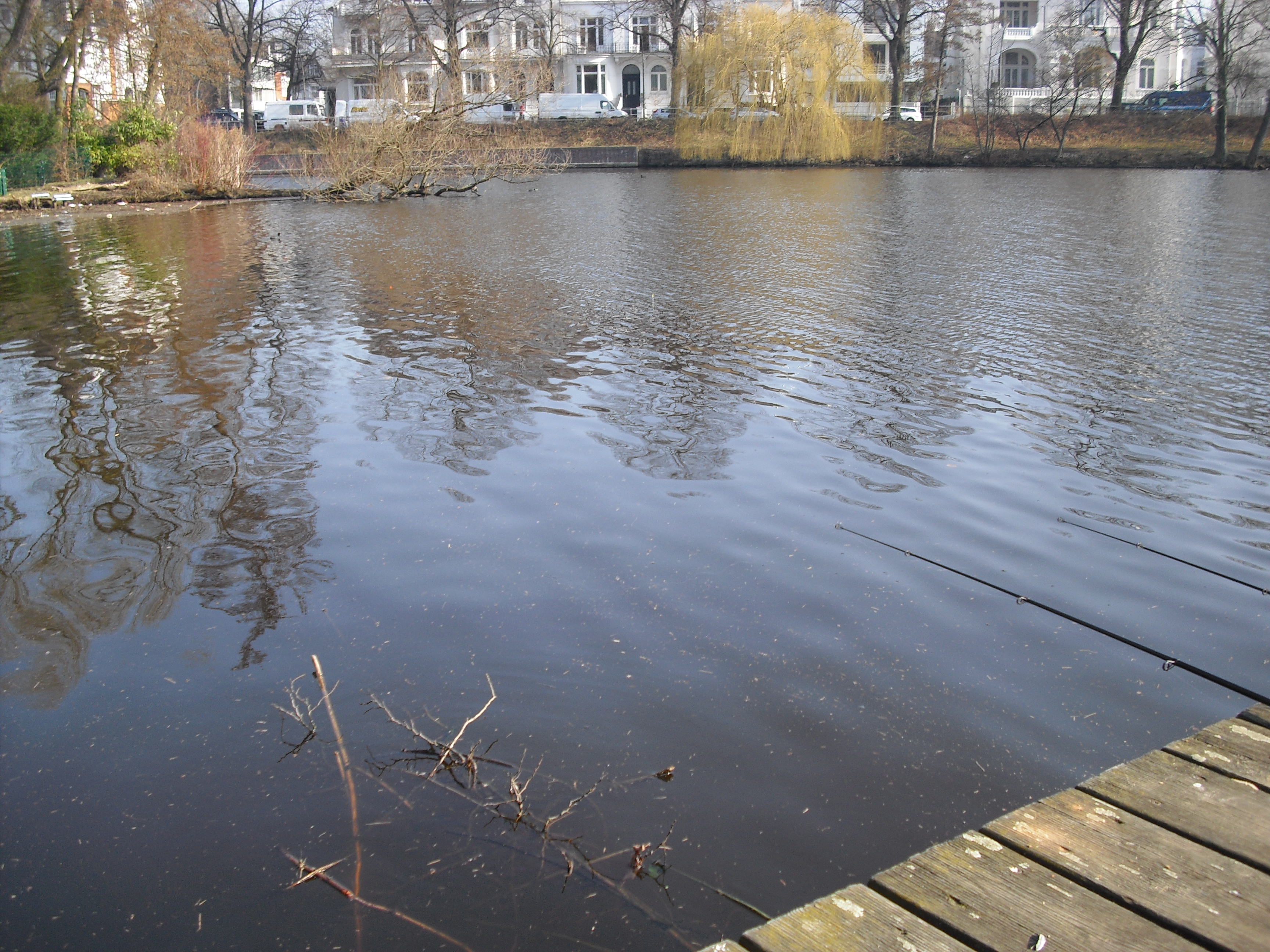
Alster (Fluss) am Eichenpark
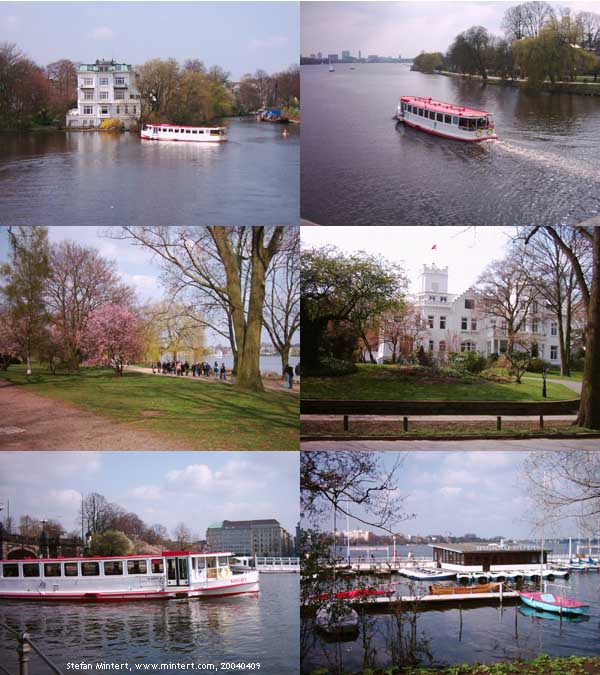
Ansichten rund um Außen- und Binnenalster
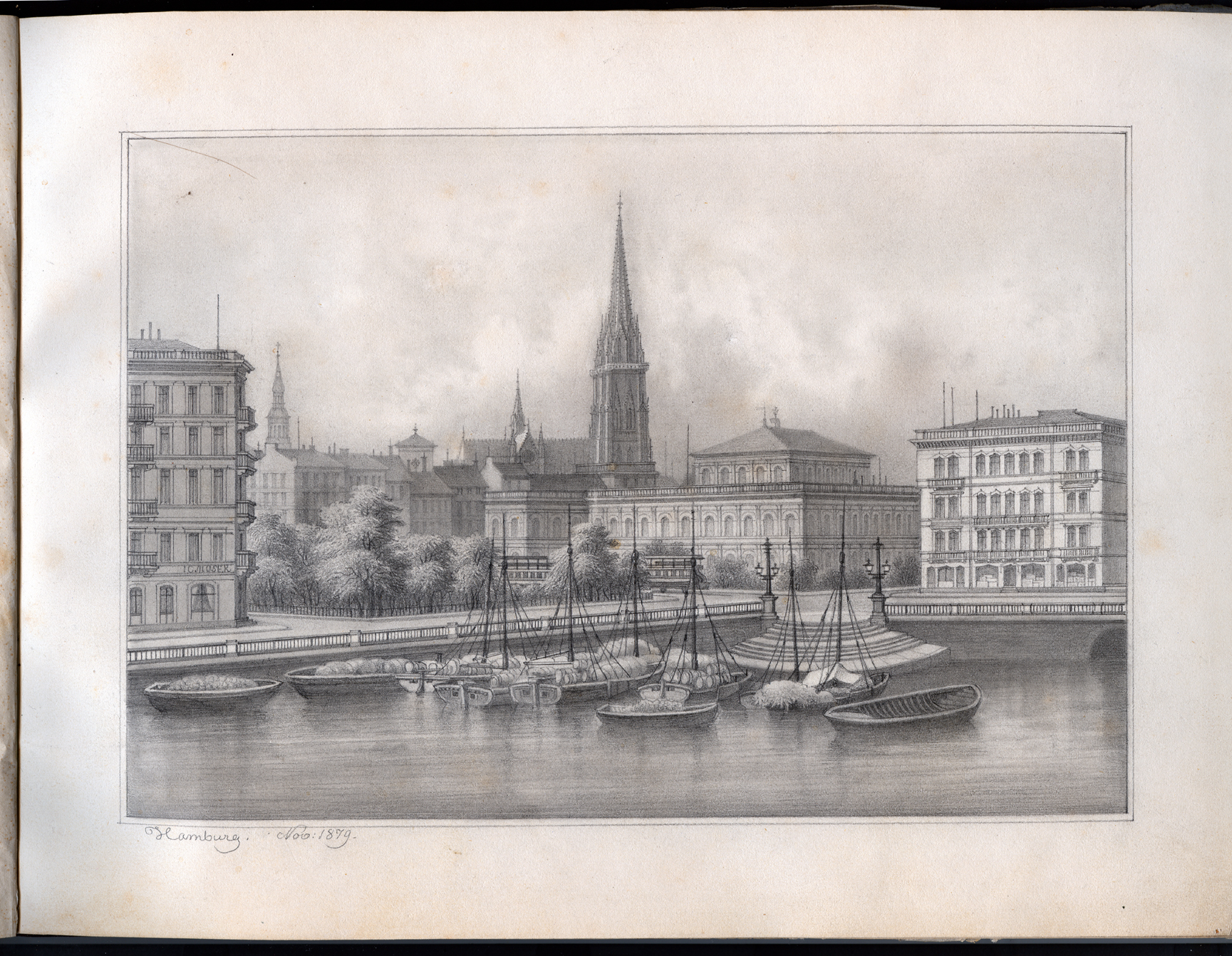
Blick von den Alsterarkaden über die Kleine Alster in Richtung
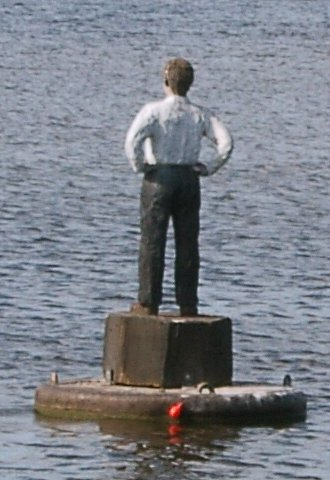
Schwimmende Figur auf der Außenalster von Stephan Balkenhol
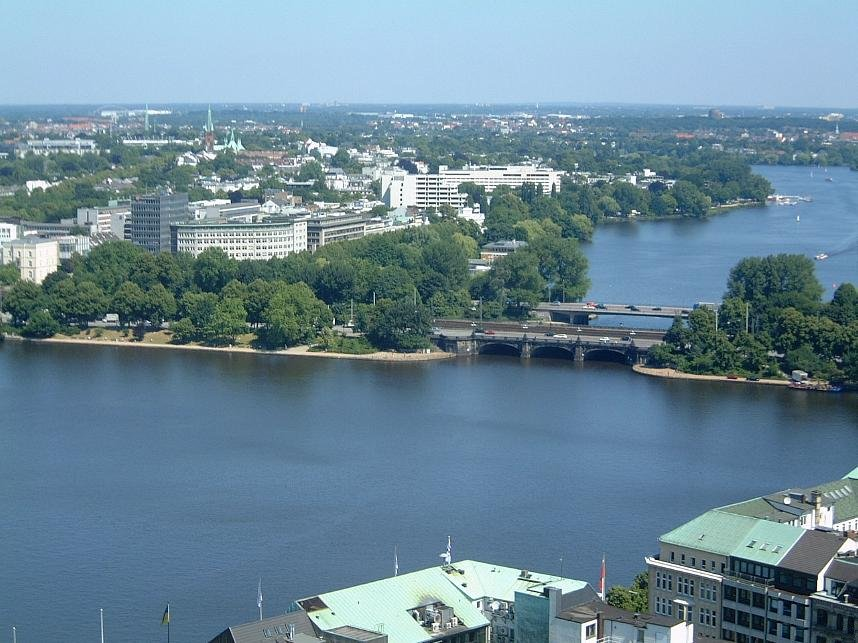
Binnen- und Außenalster mit der Lombards- sowie der Kennedybrücke
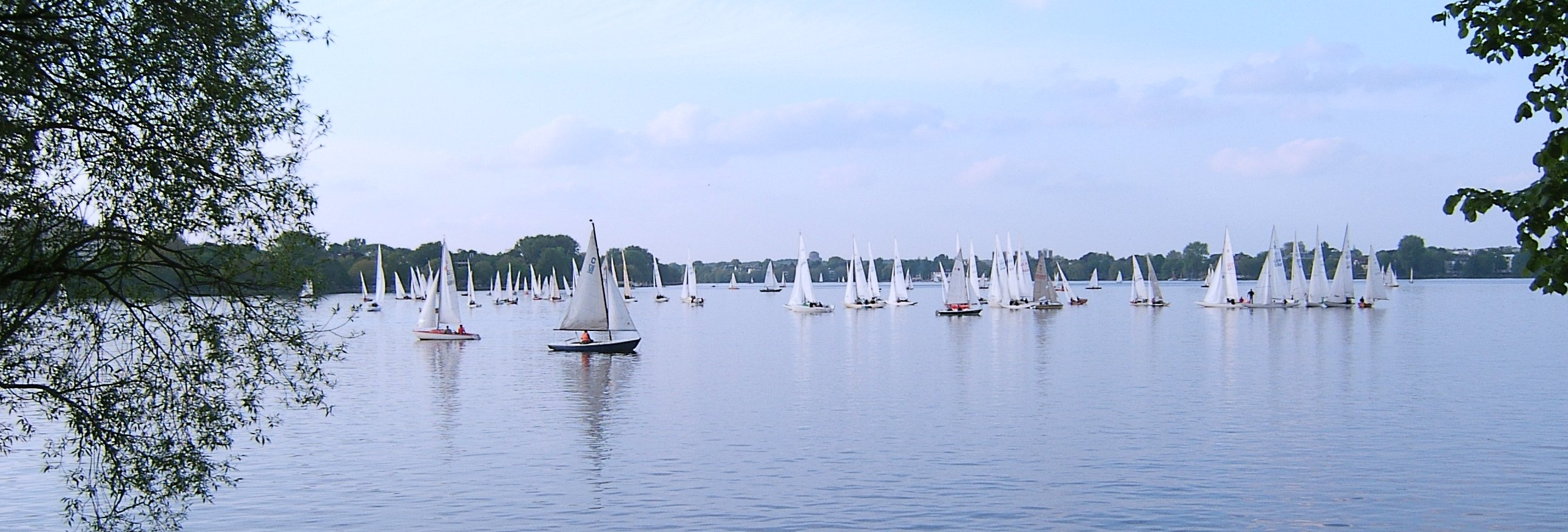
Segelregatta auf der Außenalster
Ernst Barlach: Trauernde Mutter mit Kind
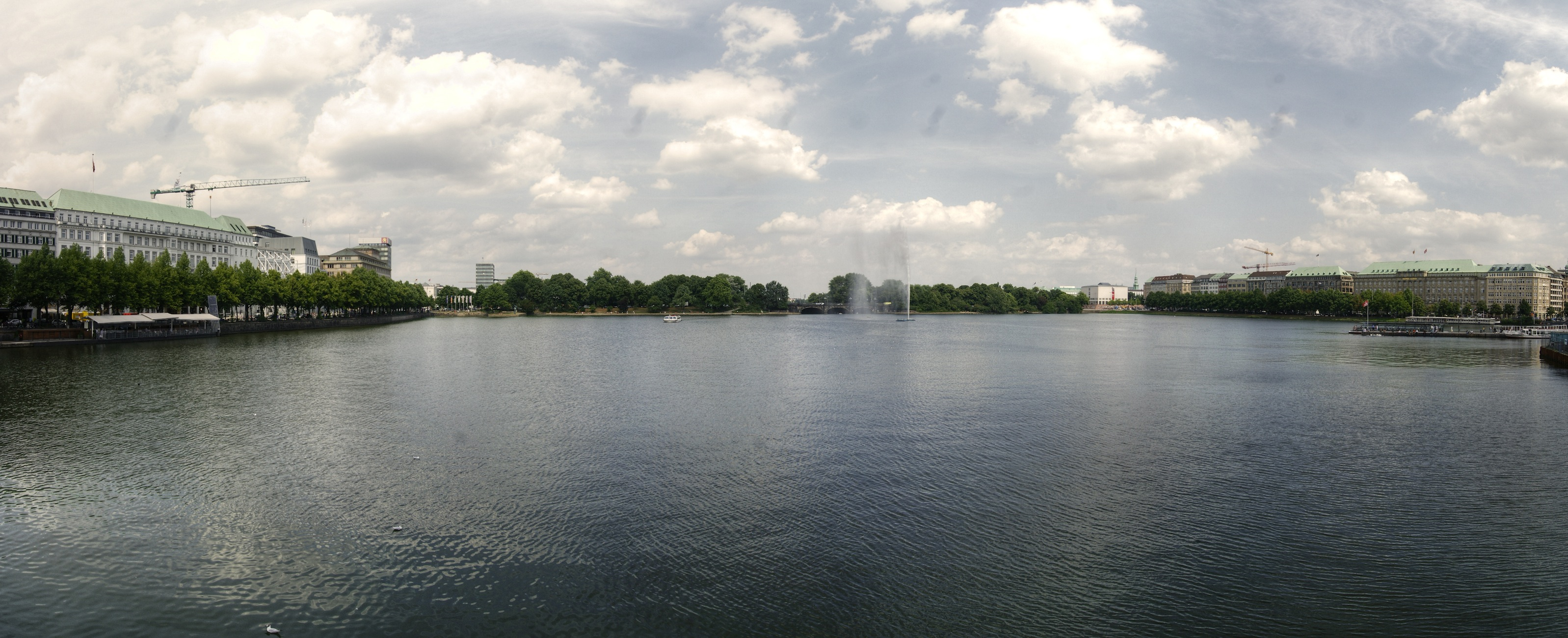
Binnenalster am Jungfernstieg
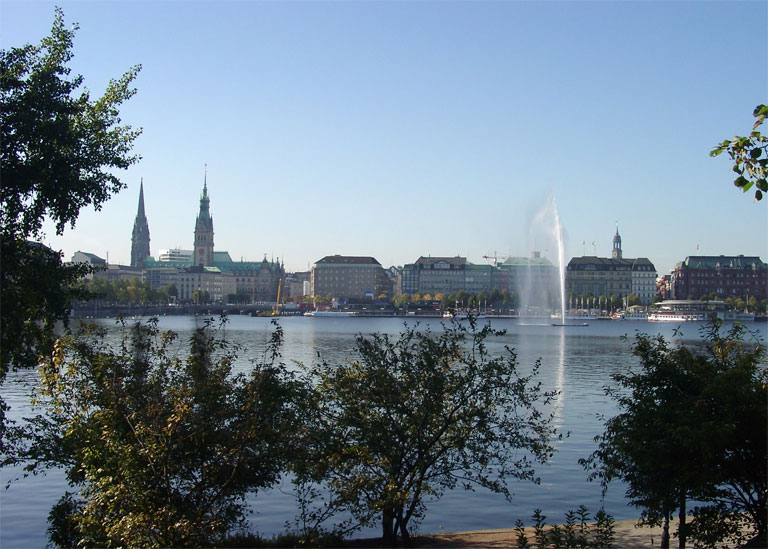
Blick auf den Jungfernstieg
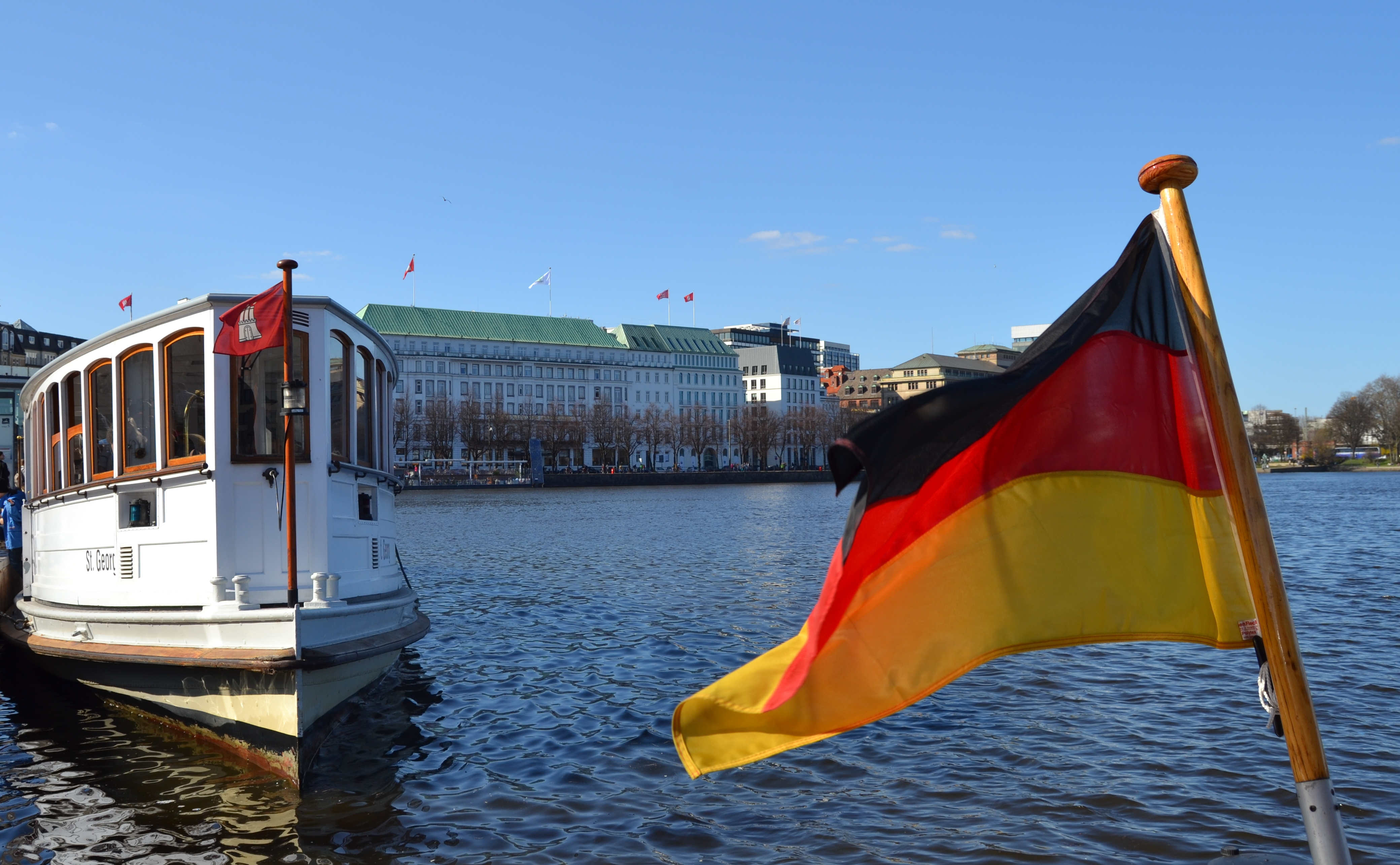
Binnenalster mit dem 1876 gebauten Alsterdampfer St. Georg
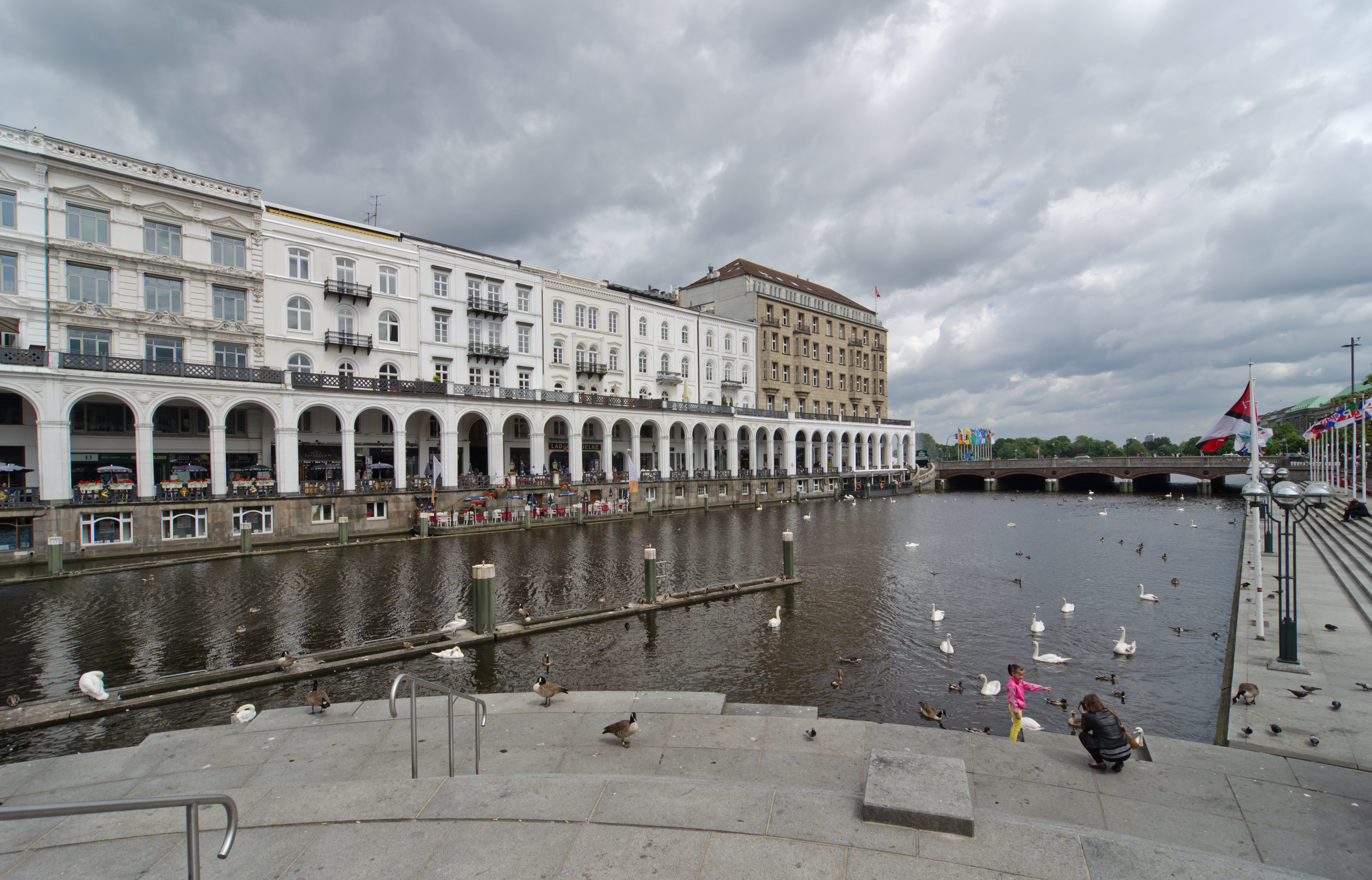
Die Kleine Alster in Richtung Binnenalster, links die Alsterarkaden. Die Treppen vorn führen zum Mahnmal.
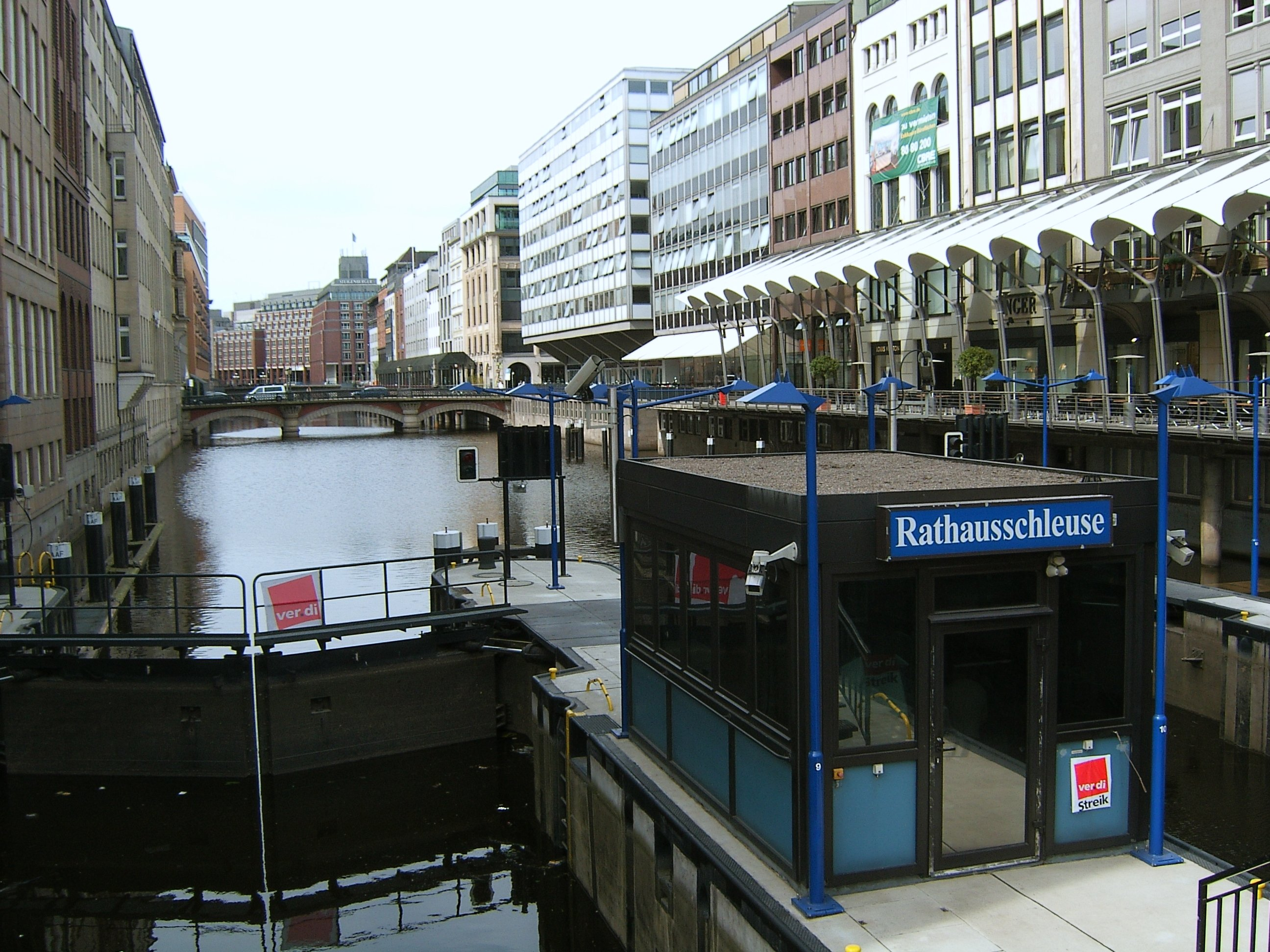
Die Rathausschleuse
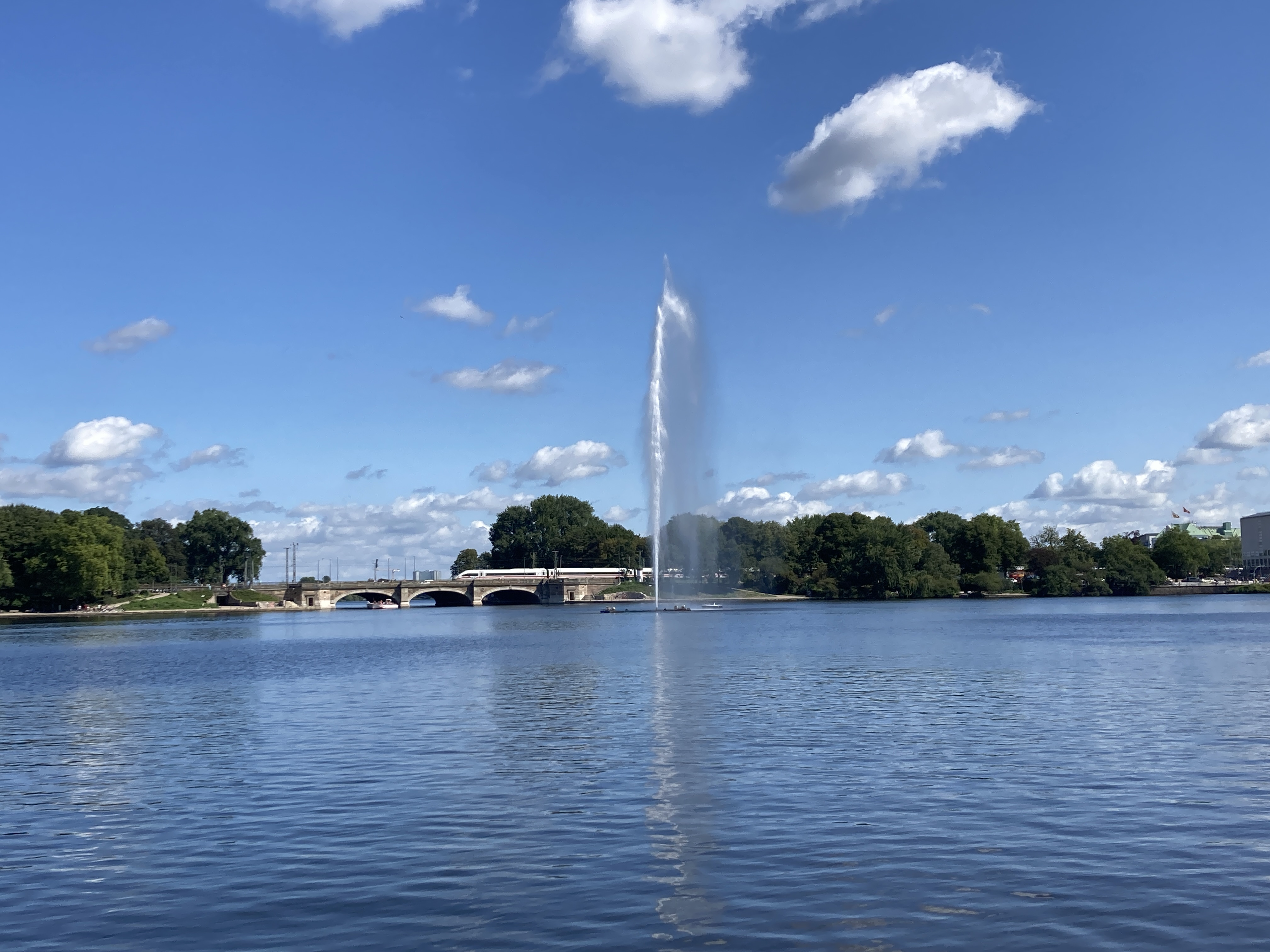
Binnenalster mit Blick auf die Lombardsbrücke